# Ettendorf
Ettendorf – miejscowość i gmina we Francji, w regionie Grand Est, w departamencie Dolny Ren.
Według danych na rok 1990 gminę zamieszkiwały 674 osoby, 106 os./km².
Urodził tu się o. Jean Ogé.